# آلبرت آقارونوف
آلبرت آقارونوف (ترکی آذربایجانی: Albert Aqarunov) قهرمان ملی یهودیتبار آذربایجان بود، که در جنگ قره‌باغ جان خود را از دست داد.

## زندگی‌نامه
آلبرت آقارونوف ۲۵ آوریل سال ۱۹۶۹، در خانواده ای از یهودیان کوهستان در باکو تولد یافت. از دوران کودکی اش علاقه‌مند به موسیقی بود. از آنجا که در یک مدرسه موسیقی آموزش حرفه ای در نواختن ترومپت، دسته‌ای از سازهای بادی ارکستر سمفونیک، دید، در این رشته ماهر بود. بعد از آنکه در زمینه فناوری به تحصیل پرداخته و مدرک اخذ نمود، به عنوان تراش‌کار فلز در یک کارخانه ماشین‌سازی اشتغال یافت. «رانتیک آقارونوف»، برادرش، دربارهٔ او جنین می‌آورد: «تنها چیزی که آلبرت از آن خوشش نمی‌آمد، پرخاشگری و نگرش سوءاستفاده‌گرانه‌ای نسبت به افراد آسیب‌پذیر بود.»

## خدمت سربازی
آلبرت آقارونوف خدمت سربازی خود را به عنوان فرمانده تانک در پادگانی از ارتش شوروی در گرجستان گذراند.

## حضور در جنگ قره باغ

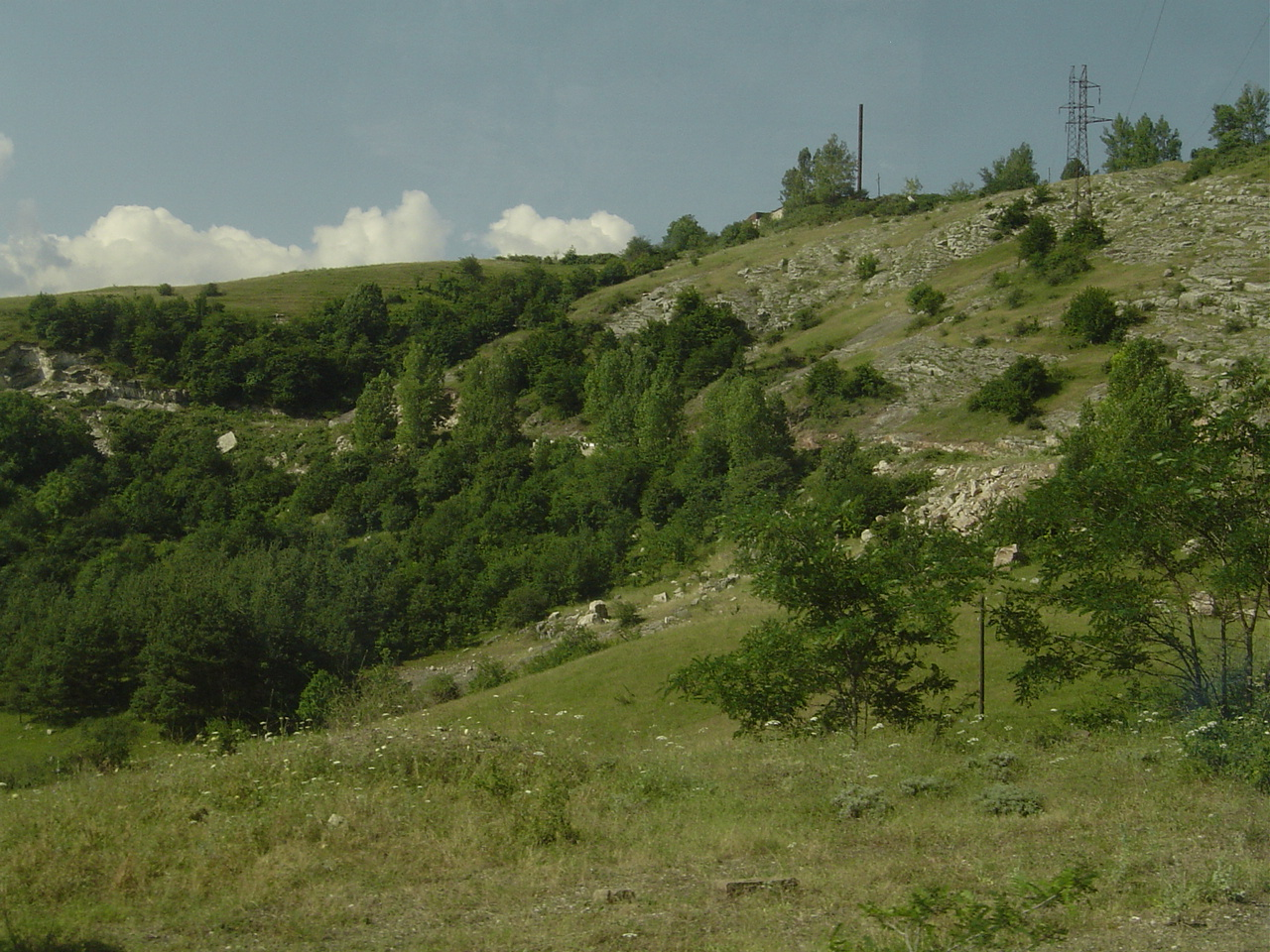
جاده منتهی به شوشی؛ جاده‌ای که نبرد تانکی بین آلبرت آقارونوف و «گاگیک اوشاریان» در آن اتفاق افتاد..

آلبرت آقارونوف در پی وقوع جنگ قره‌باغ، در سال ۱۹۹۱ داوطلبانه به ارتش جمهوری آذربایجان پیوست و به خط مقدم جبهه برای دفاع از قره باغ در برابر حمله ارتش ارمنستان شتافت.
او در گردان تحت فرماندهی «الچین محمدوف» در عملیات بازپس‌گیری شهر شوشی از نیروهای ارمنستان شرکت کرد. زمانی که ارتش ارمنستان حمله برای تسلط بر این شهر را در ماه مه سال ۱۹۹۲ آغاز کرد، وی فرمانده تانک شد.
تانک شماره ۵۳۳ در اختیار آقارونوف قرار گرفت. در رویارویی معروفی، تانک «گاگیک اوشاریان»، فرمانده تانک تی-۷۲ ارتش ارمنستان، را در اطراف شهر شوشی منهدم ساخت. در ۸ دسامبر سال ۱۹۹۱، به همراه «آقابابا حسینوف»، راننده تانک خود، توانست ۹ تانک و ۲ دستگاه خودروی نظامی ارتش ارمنستان را منهدم کند.
طی درگیری دیگری همراه با هم‌سلاح و همرزمانش بابه‌کارگیری روشی موسوم به «ساندویچ یهودی» دو تانک را نابود کرد.
بنابر برخی منابع، ارمنستان برای کشتن آلبرت آقارونوف ۵ میلیون روبل جایزه تعیین کرده بود.

## مرگ و بزرگداشت
به گفته «حاجی عظیموف»، از فرماندهان ارتش آذربایجان، در ۸ ماه مه سال ۱۹۹۲، آلبرت آقارونوف در حالی که برای برداشتن پیکرهای بی‌جان سربازان کشته شده آذربایجان از سطح جاده از تانک خود بیرون آمده بود، مورد اصابت گلوله تک‌تیرانداز ارتش ارمنستان قرار گرفته و در جاده‌ای جان باخت که شوشی و لاچین را به یکدیگر متصل می‌ساخت.
پس از مرگش سربازان آذربایجانی تانک او را آلبرت نام‌گذاری نمودند. بعد از مرگش عنوان افتخار قهرمان ملی آذربایجان به آلبرت آقارونوف اعطاء و نعش او به تاریخ ماه مه سال ۱۹۹۲، در خیابان شهدای باکو به خاک سپرده گردید. در مراسم خاکسپاری‌اش هم ملا (شخصیت مذهبی)ها و هم ربیها حضور یافتند. مدرسه‌ای که آلبرت از آن فارغ‌التحصیل شده بود، نام او را به یدک می‌کشد.
در سال ۲۰۱۷، از لوح یادبود نصب شده در خانه آلبرت واقع در شهرک امیرجان حومه سوراخانی باکو رونمایی شد.
در اوایل ماه سپتامبر سال ۲۰۱۹، مجسمه آلبرت آقارونوف در حومه «نریمان نریمانوف» باکو نصب گردید.

## نشان‌ها
- قهرمان ملی جمهوری آذربایجان (۱۹۹۲)
- مدال «هزی اصلانوف» (۲۰۱۶)